# نقطة توازن

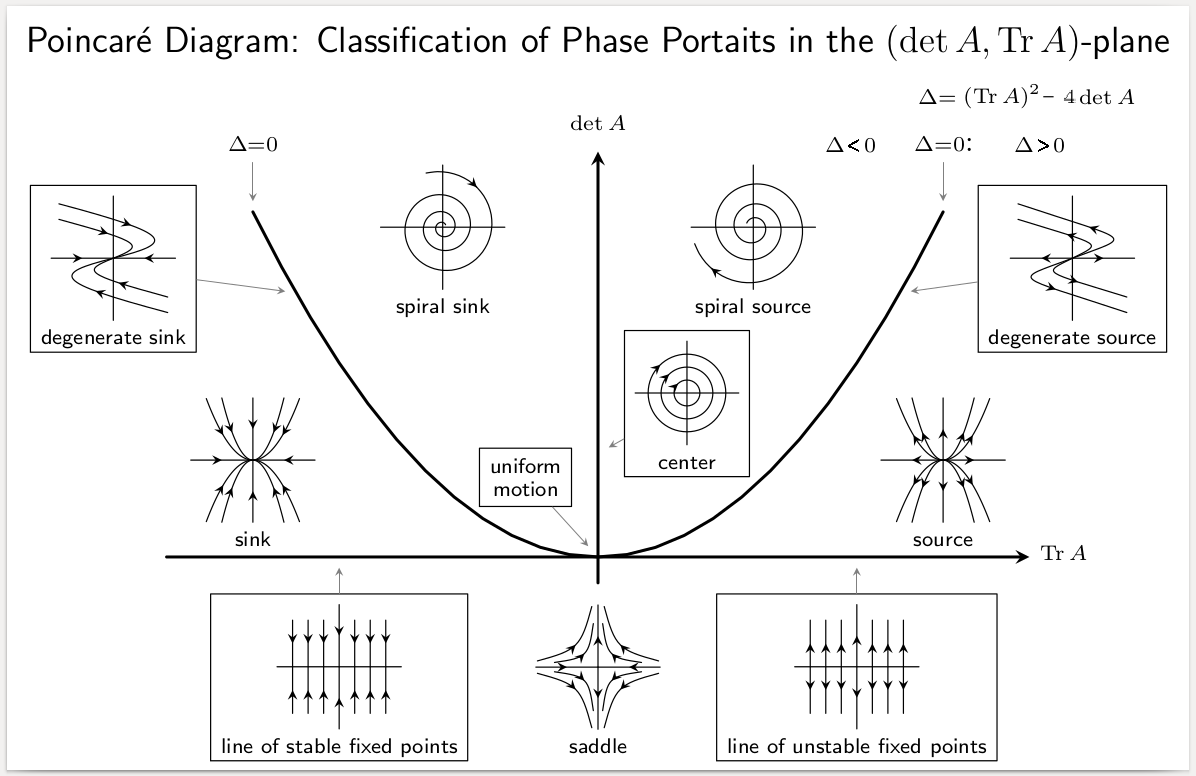

في الرياضيات، وتحديداً في المعادلات التفاضلية، تعد نقطة التوازن (بالإنجليزية: Equilibrium point)‏ حلاً ثابتًا لمعادلة تفاضلية.

## التعريف الرسمي
نقطة {\displaystyle {\tilde {\mathbf {x} }}\in \mathbb {R} ^{n}} هي نقطة التوازن لمعادلة تفاضلية
إذا {\displaystyle \mathbf {f} (t,{\tilde {\mathbf {x} }})=\mathbf {0} } للكل {\displaystyle t}.
وبالمثل، فإن نقطة {\displaystyle {\tilde {\mathbf {x} }}\in \mathbb {R} ^{n}} هي نقطة التوازن لمعادلة الفرق
يمكن تصنيف التوازنات من خلال النظر في علامات القيم الذاتية لتطور المعادلات حول التوازنات. وهذا يعني، من خلال تقييم المصفوفة الجاكوبية في كل نقطة من نقاط توازن النظام، ثم العثور على القيم الذاتية الناتجة، يمكن تصنيف التوازن. ثم يمكن تحديد سلوك النظام في جوار كل نقطة توازن نوعيًا (أو حتى تحديدًا كميًا، في بعض الحالات)، من خلال إيجاد المتجه (العوامل) الذاتية المرتبطة بكل قيمة ذاتية.
تكون نقطة التوازن زائدية إذا لم يكن لأي من القيم الذاتية صفراً حقيقياً. إذا كانت جميع القيم الذاتية لها جزء حقيقي سلبي، فإن التوازن هو معادلة مستقرة. إذا كان لدى واحد على الأقل جزء حقيقي إيجابي ، فإن التوازن هو عقدة غير مستقرة. إذا كانت قيمة ذاتية واحدة على الأقل لها جزء حقيقي سلبي وواحد على الأقل لديه جزء حقيقي إيجابي، فإن التوازن هو نقطة سرجية.